# Lido Agnelli
Lido Agnelli (Piombino, 25 september 1932 - Flémalle, 17 januari 2019) was een Italiaans-Belgisch handballer.

## Levensloop
Agnelli kwam in 1946 naar België.
Alvorens zich op het handbal te richten was hij actief als doelman bij voetbalclub Running Jemeppe. Op 16-jarige leeftijd sloot hij aan bij ROC Flémallois. Met deze club werd hij tienmaal landskampioen en won hij driemaal de Beker van België.